# Huang Fu
Huang Fu (ur. 1883, zm. 1936) – chiński polityk, tymczasowy prezydent i premier Republiki Chińskiej w 1924 roku.
Pochodził z Hangzhou w prowincji Zhejiang, gdzie uczęszczał do szkoły wojskowej. W latach 1905–1910 studiował w akademii wojskowej w Tokio. Podczas pobytu w Japonii poznał Czang Kaj-szeka i wstąpił do Ligi Związkowej. Po powrocie do Chin działał w szanghajskiej komórce Ligi, w czasie rewolucji Xinhai współpracując z Chen Qimeiem. W 1913 roku wziął udział w tzw. drugiej rewolucji przeciwko dążącemu do władzy dyktatorskiej prezydentowi Yuan Shikaiowi. Po klęsce powstańców musiał udać się na emigrację. Wyjechał do Japonii, skąd udał się do USA, a następnie do Singapuru.
Powrócił do Chin w 1916 roku, po śmierci Yuan Shikaia. Lata 1917–1920 spędził w Tiencinie, gdzie napisał po chińsku dwie książki poświęcone ocenie skutków I wojny światowej, a także we współpracy z byłym prezydentem Xu Shichangiem rozprawę na temat zagadnień gospodarczo-finansowych. W 1921 roku odbył podróż po Europie i Ameryce, następnie został doradcą chińskiej delegacji na konferencji waszyngtońskiej. Po powrocie do Chin pełnił tymczasowo urząd ministra spraw zagranicznych (1923) oraz ministra edukacji (1923–1924). W okresie od 2 do 24 listopada 1924 pełnił urząd tymczasowego prezydenta Republiki Chińskiej, będąc jednocześnie szefem rządu oraz ministrem spraw wewnętrznych.
W późniejszym okresie był burmistrzem Szanghaju (1927) oraz ministrem spraw zagranicznych (1928). Negocjował warunki podpisanego w 1933 roku porozumienia Tanggu, w którym rząd chiński zgodził się na przyłączenie do marionetkowego państwa Mandżukuo zajętych wcześniej zbrojnie przez Japonię przygranicznych terenów. W grudniu 1934 roku został powołany na ministra spraw wewnętrznych, po kilku miesiącach zrezygnował jednak z tej funkcji ze względu na pogarszający się stan zdrowia. Resztę życia spędził na emeryturze w wiejskiej posiadłości Moganshan koło Hangzhou, gdzie poświęcił się studiowaniu filozofii.